# Южная Копейка
«Ю́жная Копе́йка» (рос. дореф. «Южная Копѣйка», укр. «Півде́нна Копі́йка») — щоденна російськомовна газета, що виходила з 1910 по 1919 рік у Києві. Для забезпечення масової народної аудиторії на газету встановлена низька ціна одна копійка (хоча звичайна газета в той час коштувала в п'ять разів більше), а зміст максимально адаптовано до сприйняття простими людьми. Серія народних газет з подібною назвою широко розповсюдилась по всіх містах Російської імперії. Серію започаткувала «Газета-Копійка», яка 1908 року почала виходити в Петербурзі.
З 5 (18) липня 1917 по 5 (18) січня 1918 виходила під назвою «Южная Газета». 
Останній номер газети вийшов 15 (28) вересня 1919 року.

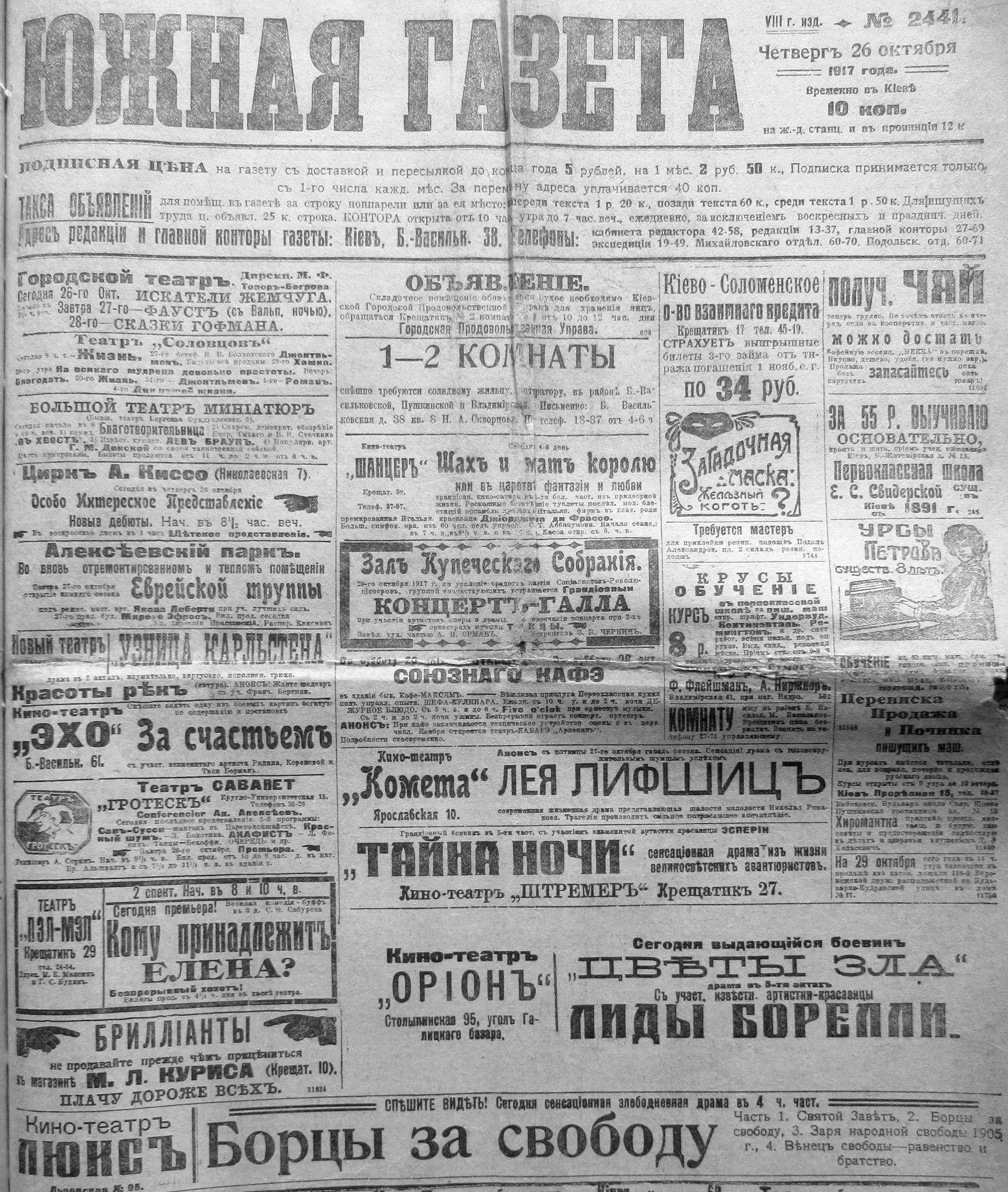
Номер «Южной Газеты» за 26 жовтня (ст. ст.) 1917 року
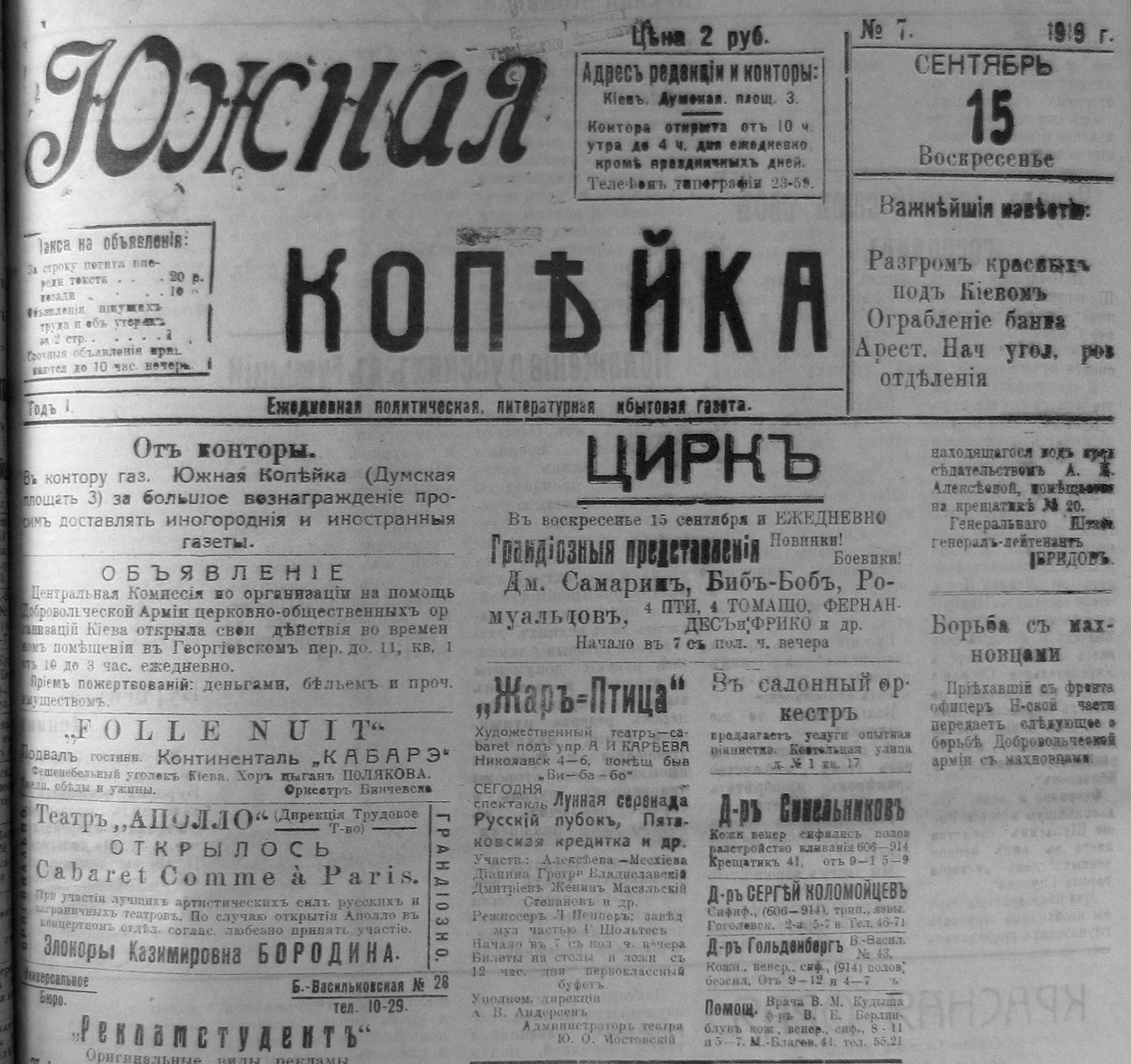
Останній номер «Южной Копейки» за 15 вересня (ст. ст.) 1919 року